# Androctonus hoggarensis
Androctonus hoggarensis (česky Štír Hoggarský) je štír žijící v jižním Alžírsku.

## Popis
Má černé tělo a žluté nohy, dosahuje délky asi 6 cm.

## Areál rozšíření
Vyskytuje se v jižním Alžírsku.

## Chov
V teráriu není tak často chovaným druhem jako Androctonus australis nebo Androctonus amoreuxi, ale je velice zajímavý a méně jedovatý. Přesto však nelze jed podceňovat.